# الحرب المعمدانية
الحرب المعمدانية (تُدعى أيضًا تمرد الكريسماس وانتفاضة الكريسماس وثورة العبيد الجامايكيين العظمى. في عامي 1831–1832)، كانت تمردًا استمر 11 يومًا، بدءًا من يوم 25 ديسمبر عام 1831، باشتراك نحو 60 ألفًا من عبيد جامايكا الذين كان عددهم في ذلك الوقت نحو 300 ألف. قاد الانتفاضة واعظ معمداني أسود، اسمه صامويل شارب، وخاضها في الغالب أتباعه.

## الأيديولوجية
كان الثوار الذين تلقوا تعليمًّا تبشيريًّا يتابعون تقدُّم حركة التحرير من العبودية في لندن، وكان في نيتهم الدعوة إلى إضراب عامّ سلمي. مقارنة بالعبيد المشيخيِّين والمورافيين والويزليين، كان العبيد المعمدانيون أكثر استعدادًا لاتخاذ خطوات جدية. ربما عكس هذا ارتفاع معدل التغيُّب بين المبشرين المعمدانيين البيض. بسبب الاستقلال النسبي الذي تمتع به الشمّاسة السود، حظي العبيد بسيطرة أكبر على حياتهم الدينية، من هذا: إعادة تفسير اللاهوت المعمداني بناء على خبرتهم وتجربتهم هم (على سبيل المثال: اهتموا جدًّا بدور يوحنا المعمدان، وكان هذا على حساب يسوع أحيانًا).
عاد توماس بورتشل (مبشر في خليج مونتيغو) من إنجلترا عقب إجازة الكريسماس. توقع كثير من القساوسة المعمدانيين أنه سيعود ومعه وثائق عتق من الملك وليام الرابع، وظنوا أيضًا أن رجال الملك سوف يفرضون النظام. تأجج غضب العبيد عندما أعلن الحاكم الجامايكي عدم صدور قرار بالتحرير.

## الإضراب والانتفاضة
طالب العبيد السود، بقيادة الواعظ المعمداني «الأصلي» صامويل شارب، بمزيد من الحرية، وبـ «نصف معدل الأجور السائد [حينئذ]»، وأقسموا أن لن يعملوا حتى يلبي ملّاك المزارع مطالبهم. رأى العمال المستعبَدون أن الانقطاع عن العمل سيكفل لهم وحده تحقيق أهدافهم، وأن اللجوء إلى العنف لن يكون إلا في حالة استُعمل ضدهم أولًا. كانت انتفاضتهم أكبر انتفاضة عبيد في جزر الهند الغربية البريطانية، إذ شارك فيها نحو 60 ألفًا من عبيد جامايكا الذين كان تعدادهم يبلغ 300 ألف. في التمرد قتلت كتائب العبيد المسلحة 14 أبيض، وقُتل 207 متمرد. كان في الميليشيا عقيد يُدعى وليام غرغنون، كان محاميًا يدير عديدًا من العِزَب، منها واحدة في سولت سبرنغ، حيث وقعت عدة حوادث في ديسمبر كانت هي شرارة الثورة. قاد الميليشيا ضد المتمردين في عزبة بلفيدير، لكن أُجبر على الانسحاب، تاركًا الثوار يحكمون المناطق الريفية الخاصة بأبرشية سانت جيمس.
في ذلك الوقت استدعى السير ويلوبي كوتون (كان قائد القوات البريطانية) المارون الجامايكيين الذين كانوا بمدينة أكومبونغ، للمساعدة على قمع التمرد في الأسبوع الثاني من شهر يناير. لكن عندما هاجم مارون أكومبونغ المتمردين في كاتادوبا، أُجبروا على الانسحاب، لأن المتمردين كانوا «أقوى».